# Sec (Raul Cisla)
Der Gebirgsbach Sec ist ein rechter Nebenfluss des Raul Cisla im Kreis Maramureș im Maramuresch-Gebirge in Rumänien.

## Verlauf
Der Bach entspringt an der Südflanke des 1853 m höhen Jupania in etwa 1450 m Höhe. Die Mündung liegt in Pfefferfeld.
Am Oberlauf des Bachs befinden sich mehrere stillgelegte Bergwerke und die Ruinen der Bergbauindustrie.